# Saison 2005 de Super 12
Navigation
Super 12 2004 Super 14 2006
La saison 2005 de Super 12 est la dixième édition de la compétition. Elle est disputée par 12 franchises d'Australie, d'Afrique du Sud et de Nouvelle-Zélande. La compétition débute le 25 février 2005 et se termine par une finale le 28 mai 2005. Elle est remportée par les Crusaders à l'issue d'une finale contre les Waratahs.

## Équipes participantes
La compétition oppose les douze franchises issues des trois grandes nations du rugby à XV de l'hémisphère sud :
| Franchises sud africaines - Bulls basée à Pretoria - Cats basée à Johannesbourg - Sharks basée à Durban - Stormers basée à Le Cap | Franchises australiennes - Brumbies basée à Canberra - Waratahs basée à Sydney - Reds basée à Brisbane | Franchises néo-zélandaise - Blues basée à Auckland - Chiefs basée à Hamilton - Crusaders basée à Christchurch - Highlanders basée à Dunedin - Hurricanes basée à Wellington |

## Classement de la saison régulière
| Rang | Club            | J  | V | N | D | Bo | Bd | Pm  | Pe  | Diff | Pts |
| ---- | --------------- | -- | - | - | - | -- | -- | --- | --- | ---- | --- |
| 1    | Crusaders       | 11 | 9 | 0 | 2 | 8  | 0  | 459 | 281 | +178 | 44  |
| 2    | Waratahs        | 11 | 9 | 0 | 2 | 6  | 2  | 322 | 174 | +148 | 44  |
| 3    | Bulls           | 11 | 7 | 0 | 4 | 4  | 2  | 301 | 229 | +72  | 34  |
| 4    | Hurricanes      | 11 | 8 | 0 | 3 | 2  | 0  | 283 | 248 | +35  | 34  |
| 5    | Brumbies (T)    | 11 | 5 | 1 | 5 | 5  | 2  | 260 | 268 | -8   | 29  |
| 6    | Chiefs          | 11 | 5 | 1 | 5 | 5  | 1  | 272 | 250 | +22  | 28  |
| 7    | Blues           | 11 | 6 | 0 | 5 | 2  | 1  | 243 | 216 | +27  | 27  |
| 8    | Highlanders     | 11 | 6 | 1 | 4 | 1  | 0  | 221 | 214 | +7   | 27  |
| 9    | Stormers        | 11 | 3 | 1 | 7 | 1  | 3  | 215 | 320 | -105 | 18  |
| 10   | Queensland Reds | 11 | 3 | 0 | 8 | 2  | 3  | 185 | 282 | -97  | 17  |
| 11   | Cats            | 11 | 1 | 1 | 9 | 2  | 5  | 226 | 326 | -100 | 13  |
| 12   | Sharks          | 11 | 1 | 1 | 9 | 2  | 3  | 205 | 384 | -179 | 11  |

|  | Qualifiés pour la phase finale (no 1, no 2, no 3, no 4). |
|  | T : Tenant du titre 2004                                 |

Attribution des points : victoire : 4, match nul : 2, défaite : 0 ; plus les bonus (offensif : 4 essais marqués ; défensif : défaite par 7 points d'écart maximum).
Règles de classement : 1. différence de points ; 2. résultat du match entre les deux franchises ; 3. le nombre d'essais marqués.

## Résultats
| Clubs           | BLU   | BUL   | BRU   | CAT   | CHI   | CRU   | HIG   | HUR   | QUE   | SHA   | STO   | WAR   |
| --------------- | ----- | ----- | ----- | ----- | ----- | ----- | ----- | ----- | ----- | ----- | ----- | ----- |
| Blues           |       |       | 17-0  | 23-6  |       | 19-41 |       | 10-22 | 18-15 | 36-13 |       |       |
| Bulls           | 38-24 |       |       |       | 29-26 | 35-20 |       |       | 32-7  |       | 75-14 |       |
| Brumbies        |       | 21-19 |       |       | 28-28 | 32-21 |       |       |       |       | 22-19 | 6-10  |
| Cats            |       | 23-17 | 29-34 |       |       |       | 12-16 | 32-45 |       | 20-20 |       | 19-40 |
| Chiefs          | 18-9  |       |       | 45-14 |       |       | 31-8  |       | 6-20  | 40-5  |       |       |
| Crusaders       |       |       |       | 40-36 | 50-18 |       |       | 40-20 | 59-24 | 77-34 |       |       |
| Highlanders     | 14-30 | 23-0  | 19-18 |       |       | 13-27 |       |       |       |       | 16-16 | 20-41 |
| Hurricanes      |       | 12-21 | 49-37 |       | 28-16 |       | 16-26 |       |       |       | 12-9  | 26-24 |
| Queensland Reds |       |       | 21-38 | 21-15 |       |       | 16-23 | 10-24 |       | 30-25 |       |       |
| Sharks          |       | 17-23 | 36-24 |       |       |       | 7-43  | 23-29 |       |       |       | 13-36 |
| Stormers        | 24-37 |       |       | 25-20 | 34-37 | 23-51 |       |       | 15-13 | 26-12 |       |       |
| Waratahs        | 25-20 | 42-12 |       |       | 25-7  | 27-33 |       |       | 27-8  |       | 25-10 |       |

|  | Victoire à domicile |  | Match nul |  | Défaite à domicile |

## Phase finale
|  | Demi-finales                                  | Demi-finales                                  |               |    | Finale                                        | Finale                                        |
|  | Demi-finales                                  | Demi-finales                                  |               |    | Finale                                        | Finale                                        |
|  |                                               |                                               |               |    |                                               |                                               |
|  | le 20 mai 2005 au Jade Stadium (Christchurch) | le 20 mai 2005 au Jade Stadium (Christchurch) |               |    | le 28 mai 2005 au Jade Stadium (Christchurch) | le 28 mai 2005 au Jade Stadium (Christchurch) |
|  | le 20 mai 2005 au Jade Stadium (Christchurch) | le 20 mai 2005 au Jade Stadium (Christchurch) |               |    | le 28 mai 2005 au Jade Stadium (Christchurch) | le 28 mai 2005 au Jade Stadium (Christchurch) |
|  | [1] Crusaders                                 | 47                                            |               |    | le 28 mai 2005 au Jade Stadium (Christchurch) | le 28 mai 2005 au Jade Stadium (Christchurch) |
|  | [1] Crusaders                                 | 47                                            |               |    | le 28 mai 2005 au Jade Stadium (Christchurch) | le 28 mai 2005 au Jade Stadium (Christchurch) |
|  | [4] Hurricanes                                | 7                                             |               |    | le 28 mai 2005 au Jade Stadium (Christchurch) | le 28 mai 2005 au Jade Stadium (Christchurch) |
|  | [4] Hurricanes                                | 7                                             | [1] Crusaders | 35 |                                               |                                               |
|  | le 21 mai 2005 à l'Aussie Stadium (Sydney)    |                                               | [1] Crusaders | 35 |                                               |                                               |
|  |                                               | [2] Waratahs                                  | 25            |    |                                               |                                               |
|  | [2] Waratahs                                  | [2] Waratahs                                  | 25            | 23 |                                               |                                               |
|  | [2] Waratahs                                  |                                               |               | 23 |                                               |                                               |
|  | [3] Bulls                                     | 13                                            |               |    |                                               |                                               |
|  | [3] Bulls                                     | 13                                            |               |    |                                               |                                               |

### Demi-finales
| 20 mai 2005 | Crusaders                                                                                           | 47 – 7 (18 – 0) | Hurricanes                                       | Jade Stadium, Christchurch Arbitre : Andrew Cole |
| 20 mai 2005 | Essai(s) : Hamilton 3, Carter, Gear, Somerville Transformation(s) : Carter 4 Pénalité(s) : Carter 3 |                 | Essai(s) : Gopperth Transformation(s) : Gopperth | Jade Stadium, Christchurch Arbitre : Andrew Cole |
| 20 mai 2005 | |                 |                                                  | Jade Stadium, Christchurch Arbitre : Andrew Cole |

| 21 mai 2005 | Waratahs                                                                   | 23 – 13 | Bulls                                                            | Aussie Stadium, Sydney Arbitre : Steve Walsh |
| 21 mai 2005 | Essai(s) : Turinui, Grey Transformation(s) : Hewat 2 Pénalité(s) : Hewat 3 |         | Essai(s) : Roets Transformation(s) : Steyn Pénalité(s) : Steyn 2 | Aussie Stadium, Sydney Arbitre : Steve Walsh |
| 21 mai 2005 |                                                                            |         |                                                                  | Aussie Stadium, Sydney Arbitre : Steve Walsh |

### Finale
(mt : 14 - 6)
Points marqués
- Crusaders : 4 essais de Hamilton, Hewett, MacDonald et Ralph, 3 transformations de Carter, 2 pénalité de Carter, 1 drop de Mauger.
- Waratahs :  3 essais de Waugh et Rogers x2, 2 transformations de Hewat et Rogers, 2 pénalités de Hewat.

Évolution du score :
Arbitre :  Jonathan Kaplan
Résumé
| Crusaders Titulaires Leon MacDonald 15 Rico Gear 14 Caleb Ralph 13 Aaron Mauger 12 Scott Hamilton 11 Dan Carter 10 Justin Marshall 9 Mose Tuiali'i 8 (cap.) Richie McCaw 7 Reuben Thorne 6 Ross Filipo 5 Chris Jack 4 Greg Somerville 3 Corey Flynn 2 David Hewett 1 Remplaçants Tone Kopelani 16 Campbell Johnstone 17 Sam Broomhall 18 Johnny Leo'o 19 Jamie Nutbrown 20 Andrew Mehrtens 21 Casey Laulala 22 Entraîneur Robbie Deans |  |  |  | Waratahs Titulaires 15 Mat Rogers 14 Peter Hewat 13 Morgan Turinui 12 Nathan Grey 11 Lote Tuqiri 10 Lachlan MacKay 9 Chris Whitaker (cap.) 8 David Lyons 7 Phil Waugh 6 Rocky Elsom 5 Dan Vickerman 4 Justin Harrison 3 Al Baxter 2 Brendan Cannon 1 Matt Dunning Remplaçants 16 Adam Freier 17 Gareth Hardy 18 Alex Kanaar 19 Stephen Hoiles 20 Chris O'Young 21 Shaun Berne 22 Cameron Shepherd Entraîneur Ewen McKenzie |

## Statistiques

### Meilleurs réalisateurs
| Rang | Joueur          | Franchise   | Points | Essais | Transf. | Pén. | Drops |
| ---- | --------------- | ----------- | ------ | ------ | ------- | ---- | ----- |
| 1    | Peter Hewat     | Waratahs    | 173    | 10     | 18      | 29   | 0     |
| 2    | Daniel Carter   | Crusaders   | 169    | 5      | 36      | 24   | 0     |
| 3    | Jimmy Gopperth  | Hurricanes  | 139    | 3      | 23      | 25   | 1     |
| 4    | Andre Pretorius | Cats        | 118    | 2      | 15      | 23   | 3     |
| 5    | Morné Steyn     | Bulls       | 110    | 1      | 21      | 21   | 0     |
| 6    | Ben Blair       | Highlanders | 107    | 3      | 16      | 20   | 0     |
| -    | David Hill      | Chiefs      | 107    | 1      | 27      | 16   | 0     |
| 8    | Luke McAlister  | Blues       | 99     | 2      | 19      | 17   | 0     |
| 9    | Rico Gear       | Crusaders   | 75     | 15     | 0       | 0    | 0     |
| 10   | Matt Giteau     | Brumbies    | 62     | 5      | 8       | 7    | 0     |

### Meilleurs marqueurs d'essais
| Rang | Joueur            | Franchise  | Essais |
| ---- | ----------------- | ---------- | ------ |
| 1    | Rico Gear         | Crusaders  | 15     |
| 2    | Peter Hewat       | Waratahs   | 10     |
| 3    | Bryan Habana      | Bulls      | 9      |
| 4    | Scott Hamilton    | Crusaders  | 8      |
| -    | Caleb Ralph       | Crusaders  | 8      |
| -    | Sitiveni Sivivatu | Chiefs     | 8      |
| 7    | Jean de Villiers  | Stormers   | 7      |
| -    | Akona Ndungane    | Bulls      | 7      |
| -    | Ma'a Nonu         | Hurricanes | 7      |
| -    | Morgan Turinui    | Waratahs   | 7      |